# Dicyma ovalispora
Dicyma ovalispora är en svampart som först beskrevs av S. Hughes, och fick sitt nu gällande namn av Arx 1981. Dicyma ovalispora ingår i släktet Dicyma och familjen kolkärnsvampar.   Inga underarter finns listade i Catalogue of Life.